# بادوش
بَادُوش هي قرية وناحية تقع في منطقة الجزيرة قرب تلعفر على نهر دجلة . ويبلغ عدد سكانها 90 الف نسمة ويوجد فيها معمل سمنت بادوش إضافة إلى سجن بادوش
ذكرها الخطيب العمري (ت. نحو 1235 هـ / 1820 م) في «منية الأدباء» قائلا: «بادوش: عامرة غربي الموصل [تبعد] عنها نصف مرحلة.»
كانت في السابق مركز ناحية الحميدات. يقع بالقرب منها معمل إسمنت وسجن بادوش.